# Joana III, Condessa da Borgonha
Joana de França (em francês:  Jeanne; 1 ou 2 de maio de 1308 — 10 ou 15 de agosto de 1347)foi a filha primogênita do rei Filipe V de França e de sua consorte, Joana II, condessa da Borgonha.

## Biografia
Em 18 de junho de 1318, em Nogent-sobre-o-Sena, ela foi dada em casamento a Odo IV, Duque da Borgonha, como parte de um acordo entre o rei Filipe e ele quanto à sucessão do trono francês (Odo antes apoiara o direito de sua sobrinha - e prima de Joana - Joana de Navarra ao trono francês). Joana Capeto então tornou-se duquesa-consorte da Borgonha. Em 1330, com a morte de sua mãe, Joana tornou-se condessa da Borgonha e de Artésia por direito próprio.
Ela teve seis filhos, mas, com a exceção de Filipe, Conde de Auvérnia, todos foram abortados ou morreram na infância. Filipe também morreu antes que ela; seus títulos então passaram para seu neto, igualmente chamado Filipe.